# Cầu Árpád
Cầu Árpád (tiếng Hungary: Árpád híd) là một trong những cây cầu nổi tiếng ở thủ đô Budapest, Hungary. Cây cầu này bắc qua sông Danube để nối liền giữa hai khu vực Buda và Pest. Ở đầu cầu về phía khu vực Buda là thị trấn Óbuda với các quảng trường (Flórián tér, Szentlélek tér). Ở đầu cầu về phía khu vực Pest là ga tàu điện ngầm tuyến số 3 (Bắc-Nam). Cầu có chiều dài là 928 mét và chiều rộng đạt 35,4 mét. Cầu được đặt theo tên của Hoàng tử Árpád.

## Lịch sử
Năm 1939, cầu bắt đầu được xây dựng dựa theo bản thiết kế của kỹ sư János Kossalka. Chiến tranh thế giới thứ hai đã làm cho thời gian xây dựng cầu kéo dài. Vì vậy, mãi đến năm 1950, cầu mới được hoàn thành với tên gọi là Cầu Stalin (Sztálin híd). Vào năm 1958, tên gọi được đổi lại thành Cầu Árpád.
Trong giai đoạn 1980 -1984, công trình kiến trúc này được mở rộng thêm về quy mô. Cầu Árpád có thêm các làn đường dành cho ô tô, và làn đường dành cho người đi bộ cũng được mở rộng. Đường xe điện hiện hữu trên cầu được hiện đại hóa trong giai đoạn này.
Theo thống kê năm 2009, đây là cây cầu nhộn nhịp nhất ở Budapest, với khoảng 150.000 lượt phương tiện qua lại cầu mỗi ngày.